# Machaonia microphylla
Machaonia microphylla är en måreväxtart som beskrevs av August Heinrich Rudolf Grisebach. Machaonia microphylla ingår i släktet Machaonia och familjen måreväxter. Inga underarter finns listade i Catalogue of Life.